# Adoration
Adoration (av latinets adoratio, av adoro, "tillbedja"), eller dyrkan, tillbedjan, är det att vörda, beundra och tillbedja någon eller något, ofta något med heliga och övernaturliga egenskaper, till exempel en gud.
Det är hos österlänningar det vanligaste sättet att hälsa furstar och andra högt uppsatta personer. Från de romerska kejsarna övergick bruket till det påvliga cemonielet och lever kvar i fotkyssandet och vid kardinalernas hyllande av den nye påven (adorátio papális).
Adoration av det heliga korset (adoratio crucis) i den katolska liturgin är det högtidliga avtäckandet och tillbedjandet av det heliga korset på långfredagen.